# Калхун (окръг, Арканзас)
Окръг Калхун (на английски: Calhoun County) е окръг в щата Арканзас, Съединени американски щати. Площта му е 1639 km², а населението – 5368 души (2010). Административен център е град Хамптън.